# Mellankrigstiden

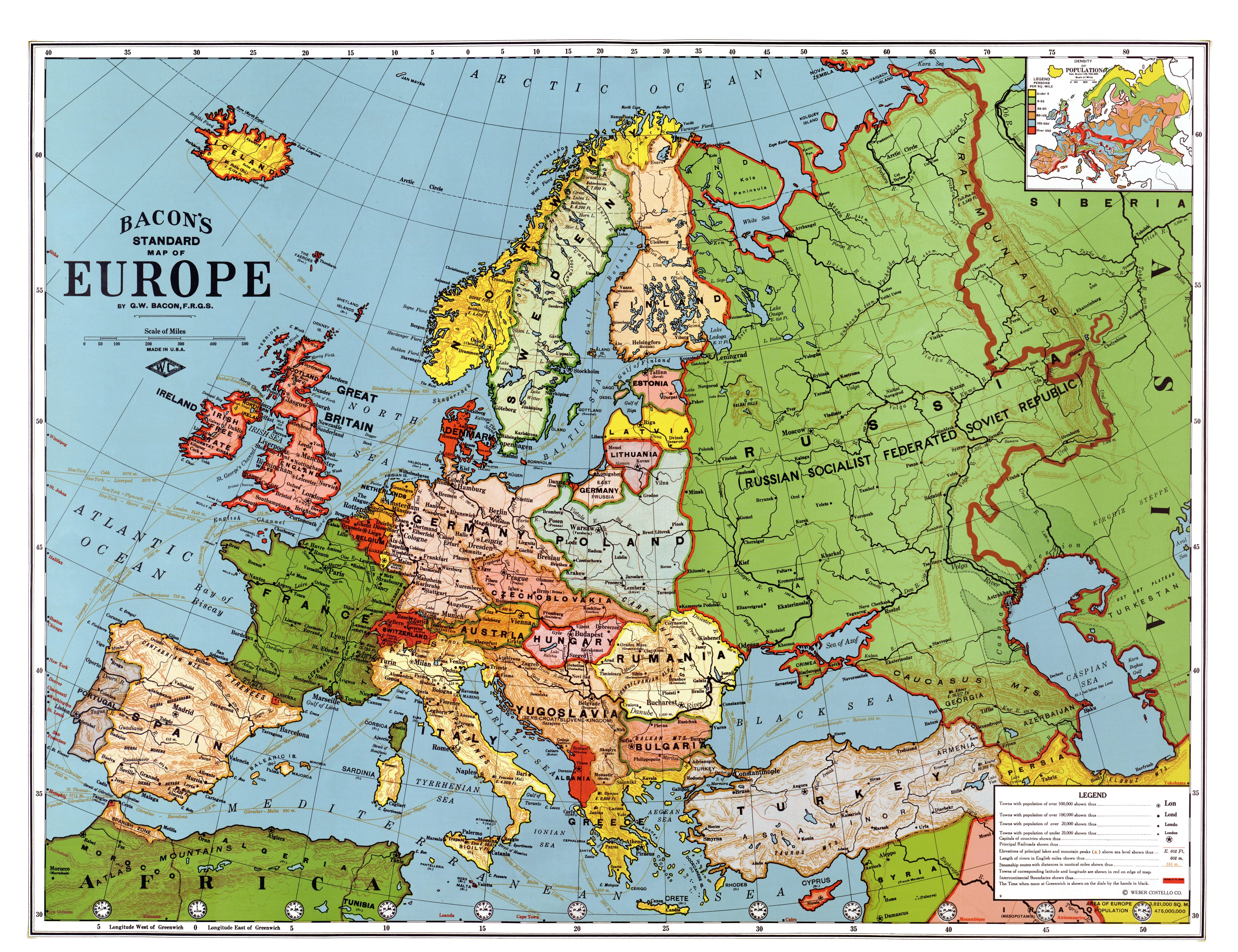
Europa 1923, fyra år efter Versaillesfredens undertecknande. Flera nya stater, såsom Estland, Lettland, Litauen, Jugoslavien och Tjeckoslovakien har tillkommit.

Mellankrigstiden är den historiska perioden 1918–1939, det vill säga mellan första världskrigets slut och andra världskrigets början. Begreppet är en retronym, som började användas först efter periodens slut.
Efter första världskrigets slut tvingades Tyskland i Versaillesfreden, förutom att avstå flera landområden, att betala skadestånd till segrarmakterna Frankrike, USA och Storbritannien. För att sätta press på Tyskland att betala ockuperade franska trupper i januari 1923 Ruhrområdet där de flesta tyska industrierna låg.
Den tyska regeringen försökte kringgå problemet genom att trycka mer valuta. Det ledde till en skenande inflation, som snart blev ohållbar; ett vanligt frimärke kom att kosta hundratals miljoner mark, människors besparingar blev värdelösa. Under hösten 1923 ändrades politiken, för att få stopp på inflationen, och den 15 november infördes Rentenmark, där 1 Rentenmark motsvarade 1 biljon (1⋅1012) Papiermark, med en växelkurs på 4,2 Rentenmark för en USA-dollar.

## Bättre tider och bakslag
Mellankrigstiden är känd för dess konjunktursvängningar. Man brukar tala om "det glada 1920-talet" (som framför allt är en benämning på andra halvan av 1920-talet) och "den stora depressionen" som utlöstes vid börskraschen i USA den 24 oktober 1929.
Under andra hälften av 1920-talet steg levnadsstandarden för de flesta människor i Tyskland och andra industriländer, och USA lånade ut pengar till Tyskland. Industrin växte och Frankrike drog sig tillbaka från Ruhrområdet; Tyskland fick dock inte stationera soldater där.
I september 1929 började ekonomin dala i USA och det spred sig till resten av världen. Jordbruksproduktionen i USA hade ökat kraftigt under första världskriget, men stagnerade vid krigets slut då bönderna inte längre kunde sälja vete och majs. När kriget var slut behövdes inte lika mycket livsmedel, och priserna halverades. Jordbrukarna försökte hålla sina inkomster uppe genom att odla mer, vilket ledde till mer livsmedel på marknaden och sjunkande priser. De som levde av jordbruk fick ont om pengar och hade inte råd att köpa mer än det allra nödvändigaste i butikerna. Tusentals bönder blev tvungna att lämna sina gårdar.   
Detta gav eko i industrin; fabriker som tillverkade kläder och skor sålde mindre och tvingades att avskeda anställda. Butiker gick i konkurs och spädde på den ökande arbetslösheten. I förlängningen orsakade depressionen Kreugerkraschen, som ledde till att många människor runtom i världen förlorade sina besparingar.

## Ekonomi och politik

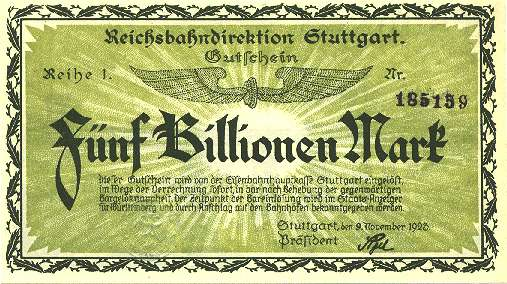
En tysk sedel från 9 november 1923 har ett angivet värde av fem biljoner mark, vilket motsvarade mindre än två dollar.

De dåliga tiderna under 1930-talet ledde i en del länder till extremare politik. Tydligast märktes detta i Tyskland där nazistpartiet under Adolf Hitler fick mer makt efter löften om arbete, mat och ordning, samt återerövring av territorier som Tyskland förlorat i Versaillesfreden. Hitler var karismatisk och framstod som en stark person, vilket ledde till att många människor lockades av hans löften om bättre levnadsförhållanden och revansch. Nazityskland aggressiva utrikespolitik (intåget i Rhenlandet, annekteringen av Österrike och Sudetkrisen) möttes av Frankrikes och Storbritanniens eftergiftspolitik som sökte avvärja ett nytt europeiskt krig.  
I flera länder, till exempel Sverige och USA, utvecklades välfärdsstaten, bland annat genom socialförsäkringar.
Hitler utnyttjade det dåliga ekonomiska förhållanden för att kunna få fler anhängare och medlemmar till nazistpartiet.

### Fotnoter
1. ↑  ”Mellankrigstiden”. Nationalencyklopedin. http://www.ne.se/uppslagsverk/encyklopedi/l%C3%A5ng/mellankrigstiden. Läst 1 november 2015.
2. ↑  Reinhard Sturm (23 december 2011). Kampf um die Republik 1919 - 1923 Bundeszentrale für politische Bildung. Läst 13 januari 2021.